# Die verliebte Firma
Die verliebte Firma is een Duitse filmkomedie uit 1932 onder regie van Max Ophüls. De hoofdrol werd gespeeld door de Nederlandse actrice Lien Deyers. Twee liedjes uit de film werden een hit: Ich wär' so gern mal richtig verliebt en Ist dein Herz noch ledig, gezongen door Anny Ahlers, die kort na de première van de film overleed.

## Verhaal
Bij de opnamen van een film in Beieren wordt de gehele ploeg verliefd op de telefoniste van het plaatselijke postkantoor. Als de hoofdrolspeelster geen talent blijkt te hebben, besluit de filmploeg een ster te maken van de telefoniste, die vervolgens valt voor de charmes van de filmproducent.

## Rolverdeling
| Acteur               | Personage          |
| -------------------- | ------------------ |
| Gustav Fröhlich      | Werner Loring      |
| Anny Ahlers          | Peggy Barling      |
| Lien Deyers          | Gretl Krummbichler |
| Ernö Verebes         | Heinrich Pulver    |
| José Wedorn          | Leo Lamberti       |
| Leonard Steckel      | Harry Bing         |
| Hubert von Meyerinck | Fritz Willner      |
| Fritz Steiner        | Toni Bauer         |
| Hans Krehan          | Karl Martini       |
| Werner Finck         | Franz Klingemüller |